# Étienne-Louis Malus
Étienne Louis Malus (París, 23 de julio de 1775 – id. 24 de febrero de 1812) fue un físico, matemático e ingeniero militar francés y capitán en el ejército de Napoleón, que dirigió la construcción de diversas fortificaciones. Descubrió la polarización de la luz y desarrolló la teoría de la birrefringencia y la ley de Malus. Ingresó en la Academia de las Ciencias en 1810.

## Biografía
Malus se incorporó a la Escuela de Ingeniería de Mézières de donde fue expulsado en 1793. Fue entonces enviado a Dunkerque, donde un ingeniero de caminos le hace entrar a la École polytechnique (Promoción X1795). Asignado a la división de ingeniería, participó en la expedición a Egipto dirigida por Napoleón entre 1798 y 1801 y pasó a ser miembro del Instituto de Egipto (Institut d’Égypte en francés). 
En 1810 fue elegido miembro de la Academia de las Ciencias. Posteriormente fue examinador de acceso y más tarde director de estudios en la École polytechnique.

## Trabajos
Su trabajo matemático fue dedicado casi por completo al estudio de la luz. Realizó experimentos para verificar la teoría de Christiaan Huygens sobre la luz y reescribió la teoría en forma analítica. Huygens, al igual que Newton, era consciente del fenómeno de la polarización que aparece en los cristales de calcita. "Cada rayo de luz tiene por consiguiente dos lados opuestos". Sin embargo, en 1808 Étienne Louis Malus descubrió que estos dos "lados" de la luz se producían también en la reflexión y no eran inherentes a los medios cristalinos. Su descubrimiento de la polarización de la luz por la reflexión fue publicado en 1809 y su teoría de la birrefringencia de la luz en cristales, en 1810.
Malus trató de identificar la relación entre el ángulo de polarización de una reflexión y el índice de refracción del material reflectante. Aunque dedujo la relación correcta para el agua, no pudo hacer lo mismo para los cristales, debido a la baja calidad de los materiales de los que disponía (la mayoría de los cristales de aquella época muestran una variación en el índice de refracción entre la superficie y el interior del cristal). No fue hasta 1815 cuando Sir David Brewster pudo experimentar con cristales de mejor calidad y formular correctamente lo que se conoce como ley de Brewster.

### Ley de Malus
Malus formuló la ley de Malus, que relaciona la intensidad resultante de un haz de luz polarizada que atraviesa un filtro polarizador y el ángulo que forma el plano de polarización del haz de luz inicial con la dirección de polarización del filtro.
{\displaystyle I=I_{0}*\cos ^{2}\theta }
donde
- I es la intensidad de la luz que atraviesa el polarizador.
- I0 es la intensidad del haz incidente, sea este polarizado  o no polarizado.
- θ es el ángulo que forma el plano de polarización del haz de luz inicial con la dirección de polarización del polarizador.

### Principales artículos
- Sur la mesure du pouvoir réfringent des corps opaques ("Sobre la medida del poder refringente de los cuerpos opacos"), Journal de l'Ecole polytechnique, 1809, Tome 8, p. 219-228.

## Homenajes
- Su nombre está inscrito en la torre Eiffel[1]